# Transport System Bögl

Logo

Das Transport System Bögl (TSB) ist ein Magnetschwebebahnsystem (bestehend aus Fahrweg, Fahrzeugen und fahrerloser Betriebsleittechnik), das seit 2010 von der Firmengruppe Max Bögl entwickelt wird. Nachdem es zu Beginn rein auf den Personennahverkehr mit Streckenlängen von bis zu etwa 50 Kilometer und einer Geschwindigkeit von 150 km/h ausgelegt war, erfolgte später mit dem TSB Cargo eine Erweiterung für den Güterverkehr. Seit 2012 bzw. 2020 testet Max Bögl das System auf Strecken am Firmensitz in Sengenthal bei Nürnberg und im chinesischen Chengdu. Das Eisenbahn-Bundesamt (EBA) bescheinigte 2020 dem TSB, dass wesentliche Teile des Fahrzeugs die technischen Anforderungen erfüllen und zulassungsfähig sind.

## Hintergrund
Das TSB geht aus der Entwicklung des Transrapids hervor. Max Bögl war zuletzt an der Entwicklung des Fahrwegs der Magnetschwebebahn beteiligt. Nachdem das Transrapid-Projekt jedoch beendet worden war, entschied sich das Unternehmen, trotzdem am Thema Magnetschwebebahn weiterzuforschen. Indem die Magnetschwebebahn mit niedrigeren Geschwindigkeiten als Nahverkehrsmittel gedacht wird, will Bögl mit dem TSB einen neuen Weg einschlagen. Zudem entwickelt Bögl – anders als beim Transrapid – nicht nur den Fahrweg, sondern auch das Gesamtsystem, wodurch nach Unternehmensangaben die Effizienz erhöht und damit die Kosten gesenkt werden.

## Technik

### Fahrzeug
Das TSB besitzt einen Kurzstator-Linearmotor, dabei ist die eigentliche Schwebetechnik, der Stator, im Fahrzeug verbaut, nicht im Fahrweg (wie es z. B. beim Transrapid der Fall ist). Dazu greift die Technik nicht um die Fahrbahn herum, sondern ist in einen Aggregateträger in Form eines umgedrehten ‚T‘ integriert. Dieser greift in eine hohle Fahrbahn durch einen Schlitz von oben. Die Versorgung des Fahrzeugs mit 750 V Gleichspannung erfolgt über Stromschienen, auf denen das Fahrzeug abgesetzt werden kann und die bei einem Stromausfall auch als Notfahrbahn dienen. Die maximal zu bewältigende Steigung beträgt 10 %, die Fahrbahn kann um bis zu 8° geneigt werden. Insgesamt kann das Fahrzeug um 1,3 m/s² beschleunigen.

### Personenverkehr
Das System kann mit zwei bis sechs Passagiersektionen betrieben werden. Eine Konfiguration mit sechs Sektionen hätte eine Kapazität von 762 Personen. Mit einer minimalen Zugfolgezeit von 80 Sekunden könnte das TSB 33.500 Passagiere pro Stunde in eine Richtung befördern.

### TSB Cargo
Das TSB-System eignet sich auch zum Transport von Containern. Diese Anwendungsform wird unter dem Namen TSB Cargo vermarktet. Das System kann in einem 20-Sekunden-Takt je einen Container mit bis zu 150 km/h auf einem Luftspalt von 7 mm bewegen. Speziell für diesen Zweck wurde im Februar 2021 die Cargo Maglev Demonstrator GmbH mit Sitz in Braunschweig gegründet, die zum im Oktober 2021 stattfindenden ITS-Weltkongress in Hamburg von März bis Oktober auf dem Gelände des Hamburg Cruise Center Steinwerder temporär eine 120 Meter lange Strecke für ein solches System baute. Die Errichtung dieser Demonstrationsstrecke wurde vom Bundesministerium für Verkehr und digitale Infrastruktur mit sechs Millionen Euro gefördert. Seit August 2021 wird das TSB Cargo auch auf der Teststrecke in Sengenthal betrieben.

## Teststrecken

### Sengenthal
Im Juli 2012 erhielt Max Bögl die Genehmigung für eine 820 Meter lange Teststrecke auf dem eigenen Firmengelände in Sengenthal. Im selben Jahr wurde auf der Strecke, die in mehreren Schritten auf 860 Meter erweitert wurde, der Betrieb des TSB-Prototypenfahrzeugs, von dem nur eine einzelne Sektion existierte, aufgenommen. Erstmals der Öffentlichkeit vorgestellt wurde es 2018. Auf der Strecke werden das TSB-Personenfahrzeug von HeiterBlick in einer Zwei-Sektionen-Konfiguration sowie das TSB Cargo betrieben. Die Strecke verläuft einspurig, wobei durch eine Betonbiegeweiche vor der Wartungshalle beide Fahrzeuge über eine eigene Spur verfügen. Die Strecke beinhaltet einen Abschnitt mit einer Steigung von zehn Prozent, Bogenradien von 150–250 Metern und eine Brücke. Der Betrieb erfolgt mit 80 km/h, die erreichte Höchstgeschwindigkeit beträgt 110 km/h. Bis 2018 wurden mehr als 125.000 Fahrten über insgesamt 75.000 Kilometer durchgeführt, Stand Juni 2022 waren es 150.000 Fahrten mit einer Fahrleistung von 100.000 Kilometern.

### Chengdu
Die Firmengruppe Max Bögl schloss im Frühjahr 2018 einen Kooperationsvertrag mit dem chinesischen Unternehmen Chengdu Xinzhu Road & Bridge Machinery Co. Ltd. ab. Dieser sah den Bau einer über 3,5 Kilometer langen Teststrecke in Chengdu, der Hauptstadt der Provinz Sichuan, vor, um das Magnetbahnsystem in China zulassen zu können. Die Firma Xinzhu sicherte sich exklusiv die Vermarktung und Produktion des Systems in China. Der Baubeginn erfolgte im Juni 2018, die Inbetriebnahme mit dem Prototypenfahrzeug im September 2019. Die Stützen der Fahrwegsträger wurden dabei von Xinzhu selbst gefertigt, der restliche Fahrweg nach der Fertigung durch Max Bögl mit der Bahn nach Chengdu transportiert.
Im Juni 2020 wurde das von HeiterBlick in Leipzig gebaute erste TSB-Serienfahrzeug nach Chengdu verfrachtet. Das Drei-Sektionen-Fahrzeug wurde dazu zunächst mit Lkws zum Flughafen München und dann weiter mit einer Antonov 124-100 zum Zielort transportiert. Im Sommer 2020 begann der Betrieb des TSB in Chengdu.
Nach Angaben des Unternehmens stellte das TSB am 9. Februar 2021 auf der Strecke in Chengdu mit 169 km/h einen neuen Geschwindigkeitsrekord auf.
Im Dezember 2021 wurde bekannt, dass es in China bereits gelungen ist, ein auf dem TSB basierendes Fahrzeug vollständig lokal zu fertigen. Eine Produktion in China ist damit möglich. Das Fahrzeug wird auf der Teststrecke in Chengdu betrieben.
Am 20. April 2024 erreichte das Fahrzeug auf der Strecke in Chengdu eine neue Höchstgeschwindigkeit von 181 km/h.

## Vorgeschlagene Strecken
Im Februar 2020 kündigte der damalige Bundesverkehrsminister Andreas Scheuer die Prüfung eines TSB-Einsatzes im Nahverkehr anhand des Flughafens München bis Anfang 2021 an.
Im März 2021 stellte die Stadt Heiligenhaus eine Machbarkeitsstudie zur Anbindung an Großstädte über eine TSB-Strecke vor.
Im April 2021 diskutierte der Stadtrat von München insgesamt 14 mögliche TSB-Strecken im Stadtgebiet, eine entsprechende Machbarkeitsstudie wies vier davon als machbar aus. Im Rahmen der Überlegungen besuchten einige Stadtratsmitglieder das Testgelände in Sengenthal.
Im November 2022 schlugen die SPD im Landkreis Oberallgäu und die CDU-Fraktion im Kreistag des Landkreises Esslingen Machbarkeitsstudien für TSB-Strecken in ihren Landkreisen mit Anbindung an Bergbahnen bzw. zwischen Neckar und Filder vor.
Im Oktober 2023 kündigte die Stadt Hamburg die Prüfung des Baus einer TSB-Strecke vom Bahnhof Hamburg-Stellingen zum Volksparkstadion bis zur Fußball-Europameisterschaft 2024 an. Dafür sollen im Vormonat bereits Bodenproben genommen worden sein.

### Berlin
Im November 2023 wurde bekannt, dass der Senat Wegner in Berlin für 80 bis 85 Millionen Euro eine fünf bis sieben Kilometer lange TSB-Strecke realisieren will. Bereits 2020 hatte die CDU eine TSB-Verbindung zum Flughafen Berlin Brandenburg ins Gespräch gebracht, der ein von Max Bögl unterbreiteter Vorschlag zur Verbindung desselben mit dem U-Bahnhof Rudow vorausgegangen war. Der Bund für Umwelt und Naturschutz Deutschland kritisierte die geplante Finanzierung des Projekts aus dem Sondervermögen des Senats für Klimaschutz. Aktuell werden verschiedene Trassenvarianten untersucht, wobei unter anderem eine Strecke vom Berliner Hauptbahnhof über das Rudolf-Virchow-Krankenhaus nach Tegel sowie eine Ringstrecke auf dem Tempelhofer Feld zur Erschließung der dort angedachten Randbebauung in Betracht gezogen werden. Der Regierende Bürgermeister von Berlin, Kai Wegner, sprach sich für eine Anbindung der Berliner Außenbezirke mittels Magnetschwebebahn und gegen eine Strecke zum Flughafen Berlin-Brandenburg aus.

### Nürnberg
Am 5. Dezember 2023 kündigte der bayerische Ministerpräsident Markus Söder in einer Regierungserklärung vor dem Bayerischen Landtag an, den Bau einer TSB-Strecke zwischen der Universität, der Messe und dem Südklinikum in Nürnberg zu prüfen. Eine entsprechende Machbarkeitsstudie im Volumen von unter 100.000 Euro soll zu 90 Prozent durch den Freistaat Bayern finanziert werden. Eine entsprechende Absichtserklärung wurde am 11. April 2024 unterzeichnet.
Im Dezember 2024 lagen die Ergebnisse der Machbarkeitsstudie auf dem Tisch. Diese vergleicht den Bau einer einspurigen TSB-Strecke mit dem geplanten Bau der Straßenbahn vom U-Bahnhof Bauernfeindstraße bis zum Klinikum Süd. Die Baukosten für das TSB betragen mit veranschlagten 71,1 Millionen Euro in etwa gleich viel wie für den Straßenbahnausbau, der mit 68,1 Millionen Euro beziffert wird. Allerdings wurden durch den Umsteigezwang an der Bauernfeindstraße und die daraus resultierende längere Gesamtfahrzeit auf der wichtigen Relation zum Hauptbahnhof beim TSB-System mit rund einem Drittel deutlich weniger Fahrgäste im Vergleich zur durchgehenden Straßenbahnlinie prognostiziert.
Alternative Strecken, wie zwischen dem Flughafen und Am Wegfeld, zwischen Falkenheim, dem Nürnberg Hafen, Eibach, Röthenbach und Gebersdorf oder auf der nördlichen Ringbahn zwischen Nordostbahnhof und dem Fürther Hauptbahnhof erwiesen sich in einer bereits vorab durchgeführten Prüfung als nicht wirtschaftlich und somit auch nicht förderfähig.